# Barbara McClintock
Barbara McClintock (ur. 16 czerwca 1902 w Hartford w stanie Connecticut, zm. 2 września 1992 w Huntington w stanie Nowy Jork) – amerykańska genetyczka, w 1983 odznaczona za odkrycie transpozonów Nagrodą Nobla z dziedziny fizjologii i medycyny. W 1927 roku otrzymała tytuł doktora botaniki na Uniwersytecie Cornella. Tam rozpoczęła się jej kariera liderki w rozwoju cytogenetyki kukurydzy, głównym obszarze jej badań przez resztę życia. Począwszy od późnych lat 20., McClintock prowadziła badania nad chromosomami i zmianami zachodzącymi w nich podczas rozmnażania u kukurydzy. Rozwinęła technikę do wizualizacji chromosomów kukurydzy i używała analizy mikroskopowej do dowiedzenia wielu fundamentalnych idei genetyki. Jedną z nich było pojęcie rekombinacji genetycznej zachodzącej przez crossing-over podczas mejozy – mechanizmu, poprzez który chromosomy wymieniają informację. Stworzyła pierwszą genetyczną mapę kukurydzy, wiążąc rejony chromosomów z cechami fizycznymi organizmów. Dowiodła roli telomeru i centromeru, regionów chromosomu istotnych w zachowaniu informacji genetycznej. Była uważana za jedną z najlepszych w swojej dziedzinie, odznaczana prestiżowymi stypendiami, a w 1944 wybrano ją jako członka National Academy of Sciences.
Podczas lat 40. i 50. McClintock odkryła zjawisko transpozycji i użyła go by udowodnić, że geny są odpowiedzialne za włączanie i wyłączanie cech fizycznych. Rozwinęła teorie wyjaśniające supresję i ekspresję informacji genetycznej pomiędzy kolejnymi pokoleniami kukurydzy. Z powodu sceptycyzmu wobec jej prac oraz idących za nim konsekwencji, w 1953 przestała publikować uzyskane dane.
W późniejszym okresie prowadziła intensywne badania nad cytogenetyką i etnobotaniką gatunków kukurydzy z Ameryki Południowej. Jej prace doczekały się dobrego zrozumienia dopiero w latach 60. i 70. Wtedy to inni naukowcy potwierdzili mechanizmy zmian genetycznych i regulacji genetycznej, których McClintock dowodziła w swoich badaniach nad kukurydzą w latach 40. i 50. Za tym poszły nagrody i uznanie jej zasług, w tym Nagroda Nobla w dziedzinie fizjologii i medycyny, przyznana w 1983 roku za odkrycie transpozycji genów. Jest jedyną kobietą, która otrzymała niewspółdzieloną Nagrodę Nobla w tej kategorii.

## Dzieciństwo

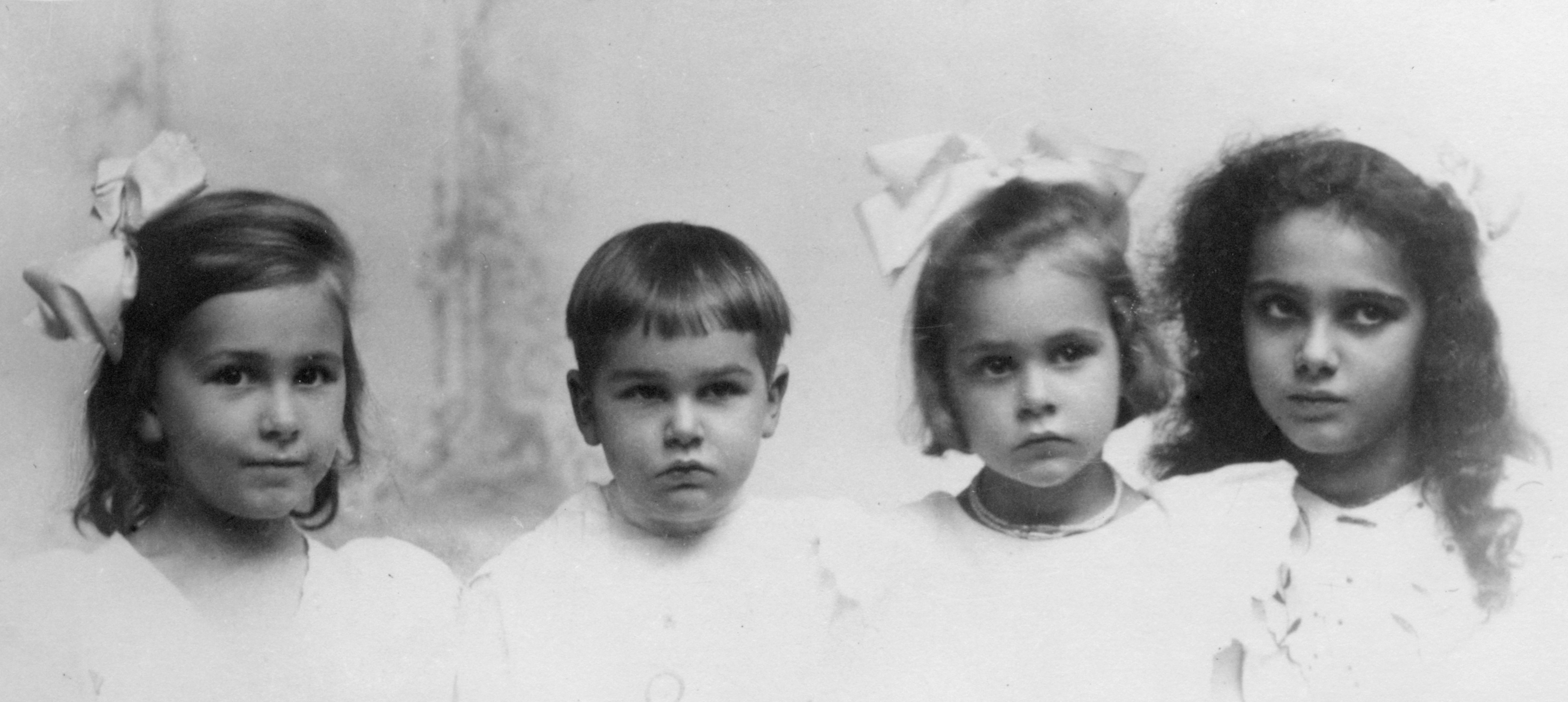
Rodzeństwo McClintocków, od lewej do prawej: Mignon, Malcolm Rider „Tom”, Barbara i Marjorie

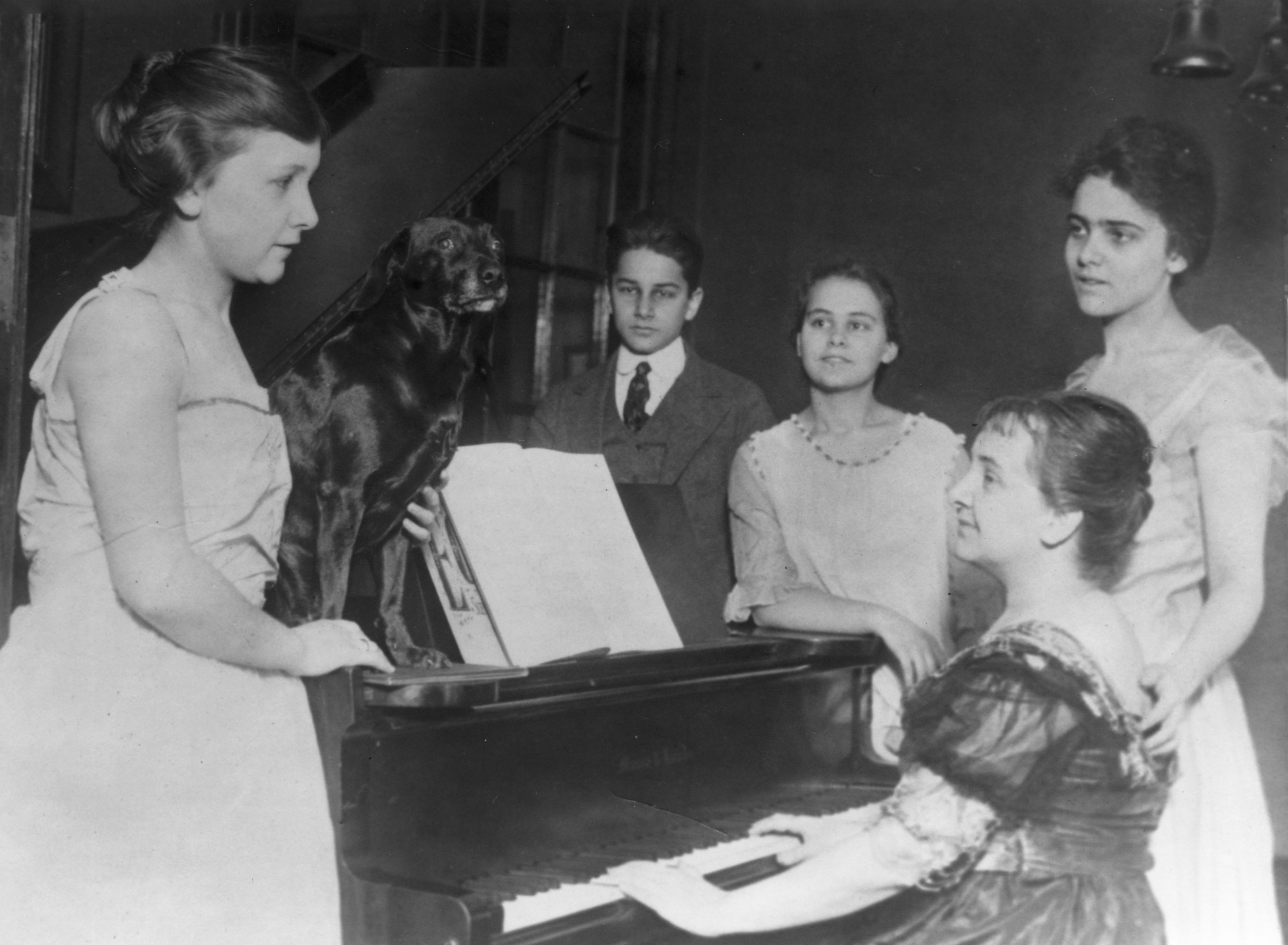
Rodizna McClintocków, od lewej do prawej: Mignon, Tom, Barbara, Marjorie i Sara (przy pianinie)

Barbara McClintock urodziła się jako Eleanor McClintock 16 czerwca 1902 w Hartford, w stanie Connecticut , jako trzecie z czworga dzieci lekarza homeopaty Thomasa Henry'ego McClintocka i Sary Handy McClintock. Thomas McClintock był synem brytyjskich imigrantów, a Sara Ryder Handy pochodziła ze starego amerykańskiego rodu przybyłego do Ameryki na statku Mayflower . Marjorie, ich najstarsze dziecko, urodziła się w październiku 1898, Mignon, druga córka, w listopadzie 1900, a najmłodszy, Malcolm Rider (nazywany Tomem), 18 miesięcy po Barbarze. Gdy była małą dziewczynką, jej rodzice zdecydowali że Eleanor, „kobiece” i „delikatne” imię nie jest dla niej odpowiednie, i zastąpili je Barbarą . McClintock w bardzo młodym wieku była niezależnym dzieckiem, tę cechę określała potem u siebie jako „zdolność do bycia samą”. Od trzeciego roku życia do rozpoczęcia szkoły żyła z ciotką i wujkiem w Brooklynie, aby odciążyć finansowo swoich rodziców, w czasie gdy ojciec zakładał praktykę lekarską. Opisywano ją jako samotnicze i niezależne dziecko. Była blisko związana ze swoim ojcem, lecz miała trudną relację z matką, a napięcie między nimi zaczęło się w młodym wieku Barbary .
Rodzina McClintocków przeniosła się do Brooklynu w 1908 i McClintock uzyskała średnie wykształcenie w Erasmus Hall High School  . Otrzymała dyplom na początku 1919 . Podczas nauki w liceum odkryła swoją miłość do nauki i utwierdziła się w swoim samotniczym charakterze. Chciała kontynuować naukę na Uniwersytecie Cornella na Wydziale Rolnictwa. Matka odmawiała wysłania jej do college'u z obawy, że będzie to dla niej oznaczać staropanieństwo . McClintock została niemal powstrzymana od rozpoczęcia studiów, lecz jej ojciec zainterweniował tuż przed rozpoczęciem rejestracji i rozpoczęła je w 1919.

## Edukacja i badania w Cornell
McClintock rozpoczęła swoje studia na Wydziale Rolnictwa w 1919. Tam działała w samorządzie studenckim i dostała zaproszenie do kobiecego bractwa, jednak wkrótce przekonała się, że woli nie dołączać do formalnych organizacji. Zamiast tego zajęła się muzyką, zwłaszcza jazzem. Studiowała botanikę, w 1923 roku uzyskując tytuł licencjata. Jej zainteresowanie genetyką rozpoczęło się z pierwszym kursem w tej dziedzinie w 1921. Był on oparty na podobnym kursie oferowanym na Uniwersytecie Harvarda i prowadzony przez Claude'a Burtona Hutchisona, botanika i genetyka. Hutchisonowi zaimponowało u McClintock zainteresowanie tematem i telefonicznie zachęcił ją do wzięcia udziału w wyższym stopniu kursie genetyki na Uniwersytecie Cornella w 1922. McClintock wskazywała na zaproszenie Hutchisona jako przyczynę jej kontynuacji nauki genetyki: „Rzecz jasna, ten telefon zadecydował o mojej przyszłości. Już na zawsze zostałam przy genetyce” . Zarówno tytuł magistra jak i doktorat uzyskała oficjalnie w dziedzinie botaniki. Do niedawna uważano, że nie składała o wstęp do Departamentu Hodowli Roślin, gdzie nauczano genetyki, ponieważ był wtedy zamknięty dla kobiet. Są jednak dowody na kształcenie się tam innych kobiet w tym czasie. Prawdopodobnie do składania do Departamentu Hodowli Roślin zniechęcił ją tamtejszy dyrektor, profesor Rollins A. Emerson. Powszechną praktyką wtedy było akceptowanie kandydatów tylko jeśli można im było zagwarantować pracę po ukończeniu studiów. Dlatego przypuszcza się, że Emerson zaproponował McClintock botanikę jako bardziej przyszłościową.
Podczas swoich studiów magisterskich oraz późniejszej pracy przy nauczaniu botaniki, McClintock przyczyniła się do utworzenia grupy zajmującej się nową dziedziną, cytogenetyką kukurydzy. Grupa ta gromadziła specjalistów od hodowli roślin i cytologii, wliczając w to Marcusa Rhoadesa, przyszłego noblistę George'a Beadle'a i Harriet Creighton . Prof. Emmerson wspierał te wysiłki, choć sam nie był cytologiem .
McClintock asystowała też w badaniach innych botaników: Lowella Fitza Randolpha, a później Lestera W. Sharpa.
Cytogenetyczne badania McClintock skupiały się na rozwoju sposobu wizualizacji i charakteryzacji chromosomów kukurydzy. Rozwinęła także technikę wybarwiania karminem chromosomów kukurydzy, i jako pierwsza ukazała morfologię 10 chromosomów kukurydzy. Tego odkrycia dokonała ponieważ obserwowała komórki z mikrospory w stanie późnej profazy, a nie komórki czapeczki korzenia, powszechnie używanej wtedy w podobnych badaniach. Badając morfologię chromosomów, McClintock była w stanie powiązać określone grupy cech, które były dziedziczone razem. Marcus Rhoades wskazał, że jej artykuł opisujący triploidalne chromosomy kukurydzy opublikowany w Genetics w 1929 zapoczątkował naukowe zainteresowanie obszarem cytogenetyki kukurydzy. Przypisał też McClintock 10 z 17 znaczących postępów na tym polu dokonanych przez naukowców z Cornell w latach 1929-1935.
W 1930 McClintock została pierwszą osobą, która opisała krzyżowe interakcje między homologicznymi chromosomami podczas mejozy. W następnym roku, McClintock i Creighton wykazały powiązanie między cross-over chromosomów podczas mejozy a rekombinacją cech genetycznych. Zaobserwowały korelację widzianej pod mikroskopem rekombinacji chromosomów z powstawaniem nowych cech. Do tego czasu jedynie hipotezowano, że rekombinacja genetyczna może zachodzić podczas mejozy, ale brakowało na to genetycznych dowodów. McClintock w 1931 opublikowała pierwszą genetyczną mapę kukurydzy, pokazując kolejność trzech genów na chromosomie 9. Ta informacja zawierała dane niezbędne do badań nad crossing-over, których wyniki opublikowała z Creighton. Wykazały one, że crossing-over zachodzi w chromatydach siostrzanych tak samo jak i w chromosomach homologicznych. W 1938 dokonała cytogenetycznej analizy centromeru, opisując organizację i funkcje centromeru, tak jak i fakt, że może on ulegać podziałowi.
Przełomowe publikacje McClintock oraz wsparcie jej współpracowników doprowadziły do przyznania jej przez National Academy of Sciences kilku stypendiów podoktorskich. Dzięki tym funduszom mogła kontynuować badania genetyczne w Cornell, University of Missouri i California Institute of Technology, gdzie pracowała z E. G. Andersonem. Latem w 1931 i 1932 pracowała w Missouri z genetykiem Lewisem Stadlerem, który wprowadził ją do tematu używania promieni rentgenowskich jako mutagenu. Ekspozycja na promieniowanie rentgenowskie może podnieść wskaźnik mutacji powyżej poziomu tła naturalnego, co czyni je znaczącym narzędziem w badaniach genetycznych. Poprzez swoje prace nad kukurydzą mutagenizowaną promieniami X zidentyfikowała chromosomy pierścieniowe, powstające przez połączenie końców pojedynczego chromosomu po uszkodzeniu promieniowaniem. Na podstawie tego dowodu McClintock wyciągnęła hipotezę, że w normalnych warunkach na końcu chromosomu musi istnieć struktura zapewniająca jego stabilność. Wykazała, że utrata chromosomów pierścieniowych podczas mejozy powodowała wariegację w listowiu kukurydzy w pokoleniach następujących po naświetleniu, spowodowaną delecją chromosomu. W tym okresie, wykazała obecność organizatora jąderka na 6 chromosomie kukurydzy, który jest wymagany do powstania jąderka. W 1933 dowiodła, że komórki mogą zostać uszkodzone wskutek rekombinacji niehomologicznej. W tym samym czasie wysunęła hipotezę, że końcówki chromosomów są chronione przez telomery.
Stypendium otrzymane od Guggenheim Foundation umożliwiło jej półroczne szkolenie w Niemczech w 1933 i 1934. Planowała pracować z Curtem Sternem, który wykazał crossing-over u muszki owocówki zaledwie kilka tygodni po McClintock i Creighton, jednak Stern wyemigrował do Stanów Zjednoczonych. W zamian, pracowała z genetykiem Richardem B. Goldschmidtem, szefem Instytutu Cesarza Wilhelma . Opuściła Niemcy pośród narastającego w Europie napięcia politycznego i wróciła do Cornell, gdzie pozostała do 1936. Wtedy zaakceptowała posadę profesora asystenta, zaoferowaną jej przez Lewisa Stadlera w Departamencie Botaniki na University of Missouri-Columbia. Jeszcze będąc w Cornell, dzięki wsparciu Emmersona przez 2 lata uzyskiwała wsparcie z grantu z Fundacji Rockefellera.

## University of Missouri
Podczas swojej pracy w Missouri, McClintock rozszerzyła swoje badania nad promieniowaniem rentgenowskim w cytogenetyce kukurydzy. Zaobserwowała rozerwanie i fuzję chromosomów w napromieniowanych komórkach kukurydzy. Była także w stanie pokazać, że w niektórych roślinach spontaniczne rozdarcie chromosomu następuje w endospermie. Zaobserwowała też, że podczas mitozy końcówki uszkodzonych chromatyd łączyły się ponownie po replikacji chromosomów. Podczas anafazy mitozy, uszkodzone chromosomy formowały mostek chromatyd, który ulegał zniszczeniu, gdy chromatydy kierowały się ku biegunom komórki. Zerwane fragmenty łączyły się ponownie w interfazie następnej mitozy, i cykl się powtarzał, powodując znaczne mutacje, które McClintock wykryć na podstawie wariegacji w endospermie. To odkrycie tzw. cyklu BRB (ang. breakage–rejoining–bridge cycle) było kluczowym odkryciem w cytogenetyce z kilku powodów. Po pierwsze, ukazywało, że ponowne łączenie się chromosomów nie jest losowym zdarzeniem, a po drugie, wskazywało źródło mutacji na wielką skalę. Z tego powodu, wciąż pozostaje w centrum zainteresowania w badaniach nad rakiem .
Mimo że jej badania na Missouri postępowały, McClintock nie była usatysfakcjonowana swoją pozycją na uczelni. Wspominała bycie wykluczaną ze spotkań wydziałowych, nie była także informowana o pozycjach dostępnych w innych instytucjach . W 1940 napisała do Charlesa Burnhama: „Zdecydowałam, że muszę szukać innej pracy. Na ile mogę dostrzec, nic więcej mi tu nie pozostało. Jestem profesorem wspierającym za 3000$ i czuję, że to mnie ogranicza” . Początkowo, stanowisko McClintock było utworzone specjalnie dla niej przez Stadlera, i mogło zależeć od jego obecności na uczelni. McClintock sądziła, że nie dostałaby na Missouri posady z gwarancją zatrudnienia, mimo że według pewnych źródeł, wiedziała, że miała zostać awansowana wiosną 1942. Niedawne dowody wskazują, że McClintock chciała opuścić Missouri raczej z powodu utraty zaufania do pracodawcy i administracji uczelni. W 1940 Stadler rozważał przejście do Caltech, gdzie dostał ofertę. W rezultacie uczelnia zaczęła rozważać rozwiązanie jego grupy badawczej. Po odkryciu że jej praca byłaby zagrożona po odejściu Stadlera do Caltech, McClintock umocniła się w swoich przeczuciach.
Na początku 1941 wzięła roczny urlop na Missouri z nadzieją na znalezienie w tym czasie stanowiska gdziekolwiek indziej. Zaakceptowała pozycję profesor visitus na Uniwersytecie Columbia, gdzie profesorem był jej znajomy z Cornell, Marcus Rhoades. Rhoades zaoferował jej też wspólne badania w Cold Spring Harbor na Long Island. W grudniu 1941, zaakceptowała ofertę od Milislava Demerca, nowego dyrektora Cold Spring Harbor Laboratory. McClintock uczyniła to mimo swoich wahań i stała się stałym członkiem kadry.

## Cold Spring Harbor
Po roku tymczasowego zatrudnienia w Columbii, McClintock zaakceptowała ofertę pracy w pełnym wymiarze w Cold Spring Harbor Laboratory. Była tam bardzo produktywna i kontynuowała badania nad cyklem BRB, używając go zamiast promieniowania X jako narzędzia przy mapowania nowych genów. W 1944 w uznaniu jej zasług na polu genetyki została wybrana członkinią National Academy of Sciences, jako trzecia kobieta w historii. W tym samym roku, jako pierwsza kobieta została prezeską Genetics Society of America  (w 1939 została wybrana wiceprezeską). W 1944 podjęła cytogenetyczną analizę Neurospora crassa. Zrobiła do po sugestii George'a Beadle'a, który użył tego grzyba do dowiedzenia relacji jeden gen – jeden enzym. Zaprosił on McClintock do Stanford do rozpoczęcia badań. Udało jej się z sukcesem opisać kariotyp N. crassa oraz pełny cykl życiowy tego gatunku. Beadle powiedział, że „Barbara podczas dwóch miesięcy w Stanford zrobiła więcej dla uporządkowania cytologii Neurospora niż wszyscy inni genetycy dla wszystkich gatunków pleśni przed nią”. N. crassa stał się odtąd gatunkiem modelowym dla klasycznej analizy genetycznej.

### Odkrycie elementów kontrolujących
Latem 1944 roku w Cold Spring Harbor Laboratory McClintock rozpoczęła systematyczne badania nad mechanizmami powstawania mozaikowych wzorów nasion kukurydzy oraz ich niestabilnego dziedziczenia. Zidentyfikowała dwa nowe dominujące i wchodzące w interakcję loci genetyczne, które nazwała Ds (Dissociation) i Ac (Activator). Odkryła, że Dissociation nie tylko powodował rozdzielanie chromosomów, ale w obecności Activatora miał też różnorodny wpływ na sąsiednie geny, włączając w to zmienianie stabilnych mutacji w niestabilne. Na początku 1948 dokonała zaskakującego odkrycia, że zarówno Dissociation jak i Activator mogą zmieniać pozycję na chromosomie.
Obserwowała efekty transpozycji Ac i Ds poprzez zmieniające się wzory ubarwienia ziaren kukurydzy na przestrzeni pokoleń krzyżowanych w kontrolowany sposób i opisała relację między dwoma loci dzięki złożonej analizie mikroskopowej. Wysnuła wnioski, że Ac kontroluje transpozycję Ds z chromosomu 9, i że przemieszczeniu Ds towarzyszy złamanie chromosomu. Kiedy Ds się przemieszcza, gen odpowiadający za kolor ziarna aleuronowego jest uwolniony od hamującego działania Ds i transformuje się do aktywnej formy, która zapoczątkowuje produkcję pigmentu w komórkach. Transpozycja Ds w różnych komórkach zachodzi losowo, co powoduje mozaicyzm kolorystyczny. Rozmiar kolorowej plamki na ziarnie jest zdeterminowany etapem rozwoju, na którym zajdzie rozdzielenie. McClintock odkryła również, że transpozycja Ds jest uwarunkowana liczbą kopii Ac w komórce .
Pomiędzy 1948 a 1950 rozwinęła teorię, według której te ruchome elementy regulowały geny poprzez hamowanie lub pobudzanie ich działania. Odnosiła się do Dissociation i Activator jako „jednostek kontrolujących” – później „elementów kontrolujących” – by rozróżnić je od genów. Wysunęła hipotezę, że regulacja genowa może wyjaśniać, jak złożone organizmy wielokomórkowe zbudowane z komórek o tym samym genomie mogą mieć komórki o różnej funkcji . Odkrycie McClintock rzuciło wyzwanie konceptowi genomu jako statycznego zestawu instrukcji przekazywanego między generacjami . W 1950, złożyła opis swoich prac nad Ac/Ds i swoich idei o regulacji genowej w artykule zatytułowanym Pochodzenie i zachowanie mutowalnych loci w kukurydzy, opublikowanym w Proceedings of the National Academy of Sciences. Latem 1951 zreferowała swoją pracę nad pochodzeniem i zachowaniem mutowalnych loci w kukurydzy podczas corocznego sympozjum w Cold Spring Harbor Laboratory. Prezentowany artykuł był poświęcony niestabilności spowodowanej przez Dc i As lub samego As w czterech genach, a także tendencji tych genów do nieprzewidywalnego powrotu do dzikiego fenotypu. Zidentyfikowała również „rodziny” transpozonów, które nie reagowały ze sobą .
Jej praca nad elementami kontrolującymi oraz regulacją genetyczną była konceptualnie trudna i nie od razu spotkała się ze zrozumieniem i akceptacją ze strony jej współczesnych. Reakcje na swoje badania opisała jako „zmieszanie, nawet wrogość” . Jednakże, kontynuowała swoje prace nad ideą elementów kontrolujących. W 1953 opublikowała w Genetics artykuł, gdzie prezentowała wszystkie uzyskane dane statystyczne. W latach 50. odbywała też cykle wykładów na uniwersytetach, podczas których mówiła o swojej pracy. Kontynuowała dociekania nad problemem i odkryła nowy element, który nazwała Suppresor-mutator (Spm), który, choć podobny do Ac/Ds, zachowuje się w bardziej złożony sposób. Tak jak Ac/Ds, niektóre jego wersje mogły dokonywać transpozycji samodzielnie a inne nie, lecz w przeciwieństwie do Ac/Ds, gdy występowały, w pełni hamowały ekspresję zmutowanych genów które normalnie nie byłyby zupełnie hamowane. Bazując na reakcji innych naukowców na jej prace, McClintock czuła, że ryzykuje wyalienowanie z głównego nurtu nauki, i od 1953 zaprzestała publikacji na temat jej badań nad elementami kontrolującymi .

### Pochodzenie kukurydzy

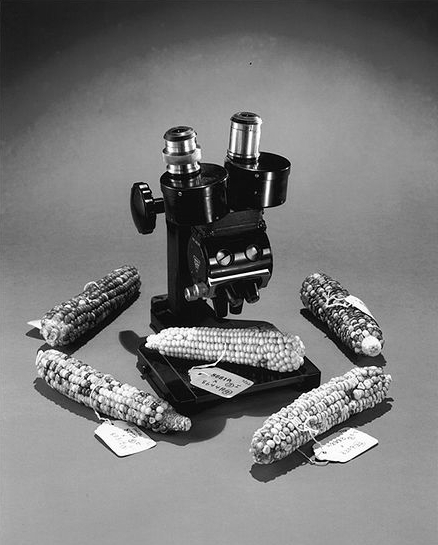
Mikroskop McClintock i kolby kukurydzy na wystawie w Muzeum Historii Naturalnej w Waszyngtonie

W 1957 McClintock otrzymała fundusze z National Academy of Sciences, by rozpocząć badania nad rdzennymi gatunkami kukurydzy w Środkowej i Południowej Ameryce. Była zainteresowana studiowaniem ewolucji kukurydzy poprzez zmiany jakie zaszły w chromosomach, a pobyt w Południowej Ameryce umożliwił jej pracę na wielką skalę. Zgłębiała chromosomalne, morfologiczne i ewolucyjne cechy różnych odmian kukurydzy. Po intensywnej pracy w latach 60. i 70., wspólnie ze współpracownikami opublikowała owocną w skutki pracę The Chromosomal Constitution of Races of Maize, pozostawiając ślad w paleobotanice, etnobotanice i biologii ewolucyjnej.

### Ponowne odkrycie
W 1967 McClintock oficjalnie przeszła na emeryturę ze swojego stanowiska w Instytucie Carnegie  i została uhonorowana tytułem Distinguished Service Member. To pozwoliło jej na kontynuowanie pracy ze studentami i współpracownikami w Cold Spring Harbor Laboratory jako scientist emerita. Tak w 1973 komentowała swoją wcześniejszą o 20 lat decyzję, aby zaprzestać publikacji szczegółowych wyników jej badań o elementach kontrolujących:
Na przestrzeni lat odkryłam że trudne, jeśli nie niemożliwe, jest uświadomić komuś innemu prawdziwy charakter jego milczących założeń, jeśli jest się ich świadomym jako wynik specyficznego doświadczenia. Stało się to dla mnie boleśnie prawdziwe podczas starań w latach 50., aby przekonać innych genetyków że działanie genów musi być i jest kontrolowane. Teraz równie bolesnym jest dla mnie odkrycie, że u tak wielu osób utrzymuje się stałość założeń co do natury elementów kontrolujących w kukurydzy i sposobu ich działania. Trzeba czekać na właściwy czas, aż zajdzie zmiana w myśleniu .
Znaczenie dokonań McClintock zostało odkryte w latach 60., kiedy francuscy genetycy Francois Jacob i Jacques Monod opisali w swoich pracach regulację genetyczną operonu laktozowego, podobną do jej konceptu działania Ac/Ds z 1951. W odpowiedzi na ich artykuł opublikowany w 1961 w Journal of Molecular Biology, Genetic regulatory mechanisms in the synthesis of proteins, McClintock napisała do American Naturalist swój artykuł porównujący operon laktozowy i jej prace nad elementami kontrolującymi u kukurydzy. Wkład McClintock w rozwój biologii wciąż nie jest powszechnie uznawana jako jednoznaczna z odkryciem regulacji genowej.
McClintock została doceniona za odkrycie transpozycji po tym, jak inni naukowcy wykryli ten proces u bakterii, drożdży i bakteriofagów pod koniec lat 60. i na początku 70. W tym okresie biologia molekularna rozwinęła znaczące nowe techniki i naukowcy mogli wskazać molekularne podstawy transpozycji. W latach 70., Ac i Ds zostały sklonowane i przypisane do transpozonów drugiej klasy. Ac jest kompletnym transpozonem, zdolnym do produkcji funkcjonalnej transpozazy, potrzebnej do przemieszczania elementu w obrębie genomu. Ds ma mutację w genie swojej transpozazy, co oznacza że nie może się przemieszczać bez innego źródła transpozazy. Przez to, jak zaobserwowała McClintock, Ds nie może się przemieścić bez obecności Ac. Spm również został scharakteryzowany jako transpozon. Dalsze badania wykazały, że transpozony zwykle nie przemieszczają się dopóki komórka nie jest poddana czynnikowi stresowemu, takiemu jak naświetlanie lub cykl BRB, a przez to ich aktywacja w warunkach stresowych może służyć jako źródło wariacji genetycznej dla ewolucji . McClintock rozumiała rolę transpozonów w ewolucji i zmianach genomów zanim inni naukowcy pojęli ich koncept. Obecnie, Ac/Ds jest używany w biologii roślin do mutowania roślin używanych do charakteryzowania funkcji genu .

## Zaszczyty i uznanie
W 1947 McClintock otrzymała Achievement Award of American Association of University Women. Została wybrana członkinią American Academy of Arts and Sciences w 1959. W 1967 została odznaczona Kimber Genetics Award. Trzy lata później, w 1970, otrzymała od prezydenta Richarda Nixona National Medal of Science (jako pierwsza kobieta). Cold Spring Harbor w 1973 nazwał jej imieniem budynek. W 1978 otrzymała Louis and Bert Freedman Foundation Award oraz Lewis S. Rosensteil Award. W 1981 jako pierwsza osoba dostała MacArthur Foundation Grant, oraz Nagrodę im. Alberta Laskera w dziedzinie podstawowych badań medycznych, Nagrodę Wolfa w dziedzinie medycyny i Thomas Hunt Morgan Medal od Genetics Society of America. W 1982 została odznaczona przez Columbia University Louisa Gross Horwitz Prize za jej badania nad 'ewolucją informacji genetycznej i regulacją jej ekspresji'.
Co najbardziej znaczące, została uhonorowana przyznaniem Nagrody Nobla w dziedzinie fizjologii i medycyny w 1983 – jako pierwsza i jak dotąd jedyna kobieta samodzielnie. Uzasadnieniem było odkrycie „mobilnych elementów genetycznych”, które po raz pierwszy opisała ponad 30 lat przed przyznaniem nagrody. Szwedzka Akademia Nauk porównała jej karierę naukową do kariery Gregora Mendla .

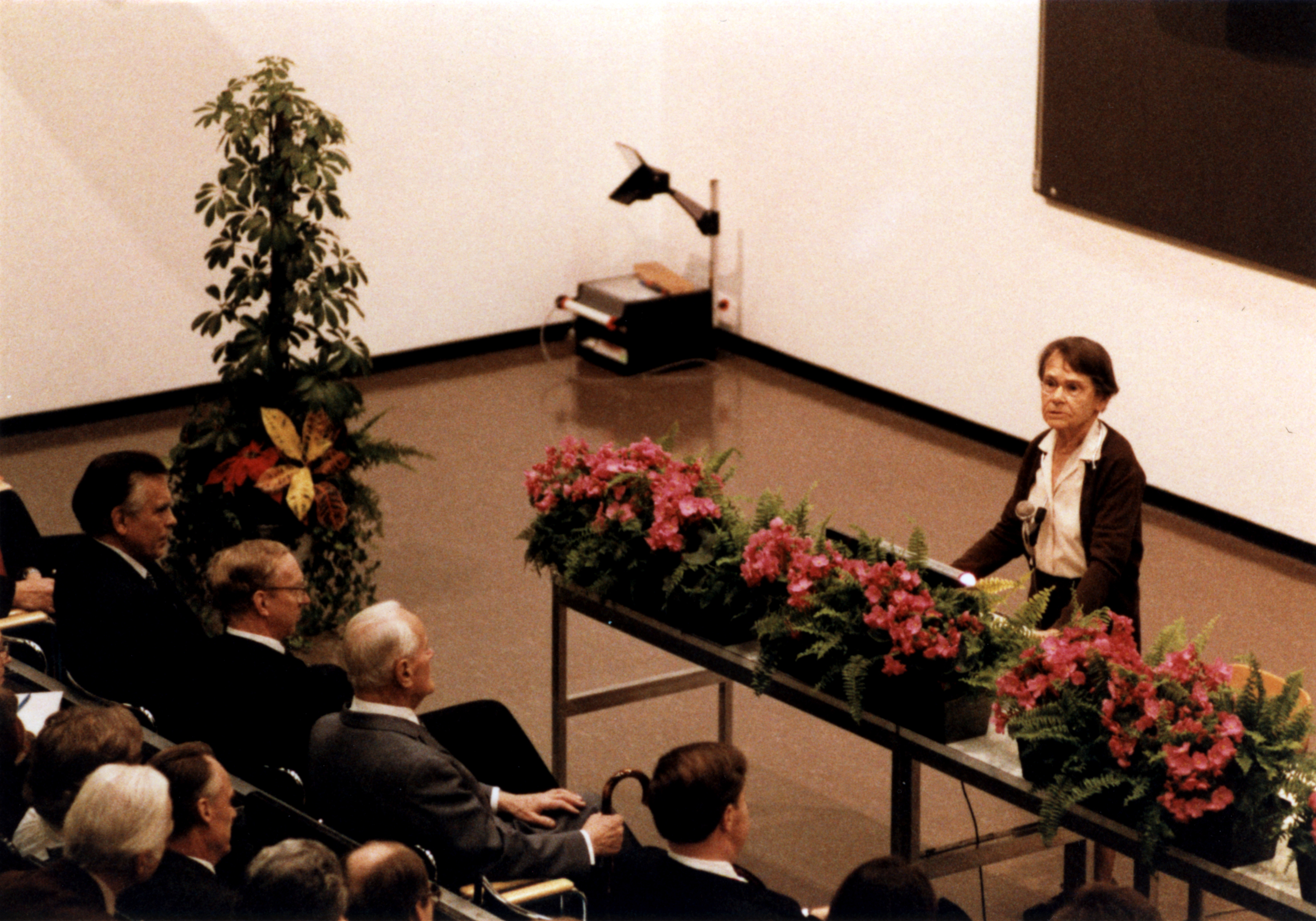
McClintock wygłaszająca swój odczyt noblowski

W 1989 została mianowana członkiem zagranicznym Królewskiego Towarzystwa w Londynie. W 1993 otrzymała od American Philosophical Society Benjamin Franklin Medal for Distinguished Achievement in the Sciences. Wielokrotnie była odznaczana tytułami doktora honoris causa: czternastokrotonie Honorary Doctor of Science i raz Honorary Doctore of Humane Letters. W 1986 została włączona do National Women's Hall of Fame. W swoich ostatnich latach zaangażowała się w życie publiczne, zwłaszcza po tym, gdy Evelyn Fox opublikowała w 1983 jej biografię pt. A Feeling for the Organism. Wciąż była obecna w społeczności Cold Spring Harbor, wygłaszając skierowane do młodych naukowców wykłady na temat ruchomych elementów genetycznych i historii genetyki. W 1987 ukazało się zbiorcze wydanie jej 43 publikacji pod tytułem The Discovery and Characterization of Transposable Elements: The Collected Papers of Barbara McClintock.

## Późniejsze lata
McClintock spędziła lata po otrzymaniu nagrody Nobla jako główna naukowiec w Cold Spring Harbor Laboratory w Nowym Jorku. Zmarła z przyczyn naturalnych 2 września 1992 roku w Huntington. Nigdy nie wyszła za mąż ani nie miała dzieci .

## Dziedzictwo
Po swojej śmierci, McClintock stała się tematem biografii autorstwa historyka nauki Nathaniela C. Comforta, zatytułowanej The Tangled Field: Barbara McClintock's Search for the Patterns of Genetic Control. Autor podważa w niej pewne twierdzenia na temat McClintock, opisane jako „mit McClintock”, które jego zdaniem zostały uwiecznione we wcześniejszej biografii autorstwa Keller. Tezą Keller było, że McClintock jako kobieta działająca w nauce przez długi czas pozostawała ignorowana i spotykała się z drwinami. Na przykład, gdy McClintock prezentowała swoje odkrycia na temat genetyki kukurydzy odbiegające od rozkładu mendlowskiego, genetyk Sewall Wright wyraził się, że nie zrozumiała matematyki leżącej u podstaw jej pracy. Podobne twierdzenia stawiał też innym kobietom w tamtym czasie. Ponadto, genetyk Lotte Auerbach wspominała, jak Joshua Lederberg wrócił z wizyty w laboratorium McClintock ze słowami „O Boże, ta kobieta jest albo szalona, albo genialna”. Wediug Auerbach, McClintock wyrzuciła Lederberga i jego kolegów po pół godziny „z powodu arogancji. Była nietolerancyjna wobec arogancji [...] Czuła, że przemierza pustynię sama i nikt za nią nie podąża”.
Comfort jednak zapewnia, że McClintock była wysoce doceniana przez jej kolegów po fachu, nawet w początkowych latach kariery . Mimo że Comfort dyskutuje z poglądem, jakoby McClintock była ofiarą dyskryminacji płciowej, szeroko opisywano jej postać w kontekście studiów nad kobietami. Większość współczesnych prac biograficznych na temat kobiet w nauce porusza przypadek jej doświadczeń. Jest opisywana jako modelowa postać dla dziewczynek w takich przykładach literatury dziecięcej jak Barbara McClintock, Nobel Prize Geneticist Edith Hope Fine, Barbara McClintock: Alone in Her Field Deborah Heiligman i Barbara McClintock Mary Kittredge. Nowa biografia Barbara McClintock, Genius of Genetics, autorstwa Naomi Pasachoff, napisana dla nastolatków, przedstawia nową perspektywę, opartą na współczesnych źródłach .
4 maja 2005 United States Postal Service wydało pamiątkową serię znaczków „American Scientists”, będącą zestawem czterech 37 centowych znaczków w kilku konfiguracjach. Przedstawieni na nich naukowcy to Barbara McClintock, John von Neumann, Josiah Willard Gibbs i Richard Feynman. McClintock została też upamiętniona w serii czterech znaczków przedstawiających ośmiu odznaczonych nagrodą Nobla genetyków wydanej w Szwecji w 1989. Niewielki budynek na Uniwersytecie Cornella oraz budynek laboratorium w Cold Spring Harbor Laboratory zostały nazwane jej imieniem. W parku naukowym w Adlershof, dzielnicy Berlina, nazwano jej imieniem ulicę.
Osoba i dokonania naukowe McClintock zostały wykorzystane w powieści Jeffreya Eugenidesa z 2011, The Marriage Plot, opowiadającej o genetyku drożdży Leonardzie, cierpiącym na chorobę afektywną dwubiegunową. Pracuje on w laboratorium luźno opartym na Cold Spring Harbor. Postać przypominająca McClintock to wycofany genetyk w fikcyjnym laboratorium, dokonujący tych samych odkryć co jego realny pierwowzór .

### Archiwa i zbiory danych
- The Barbara McClintock Papers – kolekcja Profiles in Science, ze zbiorów National Library of Medicine
- Barbara McClintock Papers, 1927–1991 - zbiory American Philosophical Society